# Spathius japonicus
Spathius japonicus är en stekelart som beskrevs av Watanabe 1937. Spathius japonicus ingår i släktet Spathius och familjen bracksteklar. Inga underarter finns listade i Catalogue of Life.